# 太公镇 (广元市)
太公镇，是中华人民共和国四川省广元市昭化区下辖的一个乡镇级行政单位。2019年12月，撤销黄龙乡，将原黄龙乡和原张家乡洞坪村、雷音村、回龙村、刘庄村及原丁家乡双龙村所属行政区域划归太公镇管辖，太公镇人民政府驻政府街200号。

## 行政区划
太公镇下辖以下地区：
太公镇社区、大树村、玄真村、红卫村、学堂村、场埃村、太公岭村、双庙村、朱真村和白头村。